# Максим (Бачинський)
Єпископ Максим (в миру Микола Васильович Бачинський; 1897-1953) — архієрей Російської православної церкви, єпископ Великолуцький і Торопецький.

## Біографія
Середню освіту здобув у Саратовській гімназії, потім вчителював у міському училищі.
З 1916 року проходив службу у царській, потім у Червоній армії.
Навчався в МГУ, за сімейними обставинами перервав навчання, займався педагогічною діяльністю в Саратові.
Восени 1929 року заарештований і засланий на 3 роки в Казахстан. 
У 1934 році повернувся в Москву до викладацької роботи.
У грудні 1942 року висвячений на священика.
12 травня 1944 в Хрестовій Патріаршій церкві Єпископом Дмитровським Іларієм (Ільїним) пострижений у чернецтво з нареченням йому імені Максим. В той же день у залі засідань Священного Синоду при Московській Патріархії було звершено наречення ієромонаха Максима на Єпископа Луцького.
13 травня 1944 в Московському Кафедральному Богоявленському Соборі  хіротонізований на єпископа Луцького. Хіротонію здійснили: Патріарх Сергій, Митрополит Ленінградський і Новгородський Алексій (Симанський), Митрополитом Київський і Галицький Іоанн (Соколов), Архієпископ Саратовським і Сталінградський Григорій (Чуков) і Єпископ Дмитровський Іларій (Ільїн).
З 23 травня 1944 року — єпископ Вінницький і Кам'янець-Подільський РПЦ.
5 січня 1946 він був призначений єпископом Лиськівським, вікарієм Горьківської єпархії РПЦ.
2 березня 1946 подав рапорт про стан свого здоров'я, яке «не дозволяє надалі здійснювати управління єпархією».
З травня 1946 року — єпископ Ізмаїльський і Болградський РПЦ.
З 17 липня 1947 року — єпископ Великолуцький і Торопецький РПЦ.
5 жовтня 1947 почислений на спокій.